# Veni Vidi Fugi
Veni Vidi Fugi este un film românesc din 2016 regizat de Robert Eugen Popa. Rolurile principale au fost interpretate de actorii Paul Octavian Diaconescu, Constantin Florescu, Maia Morgenstern.

## Distribuție
Distribuția filmului este alcătuită din:
- Maia Morgenstern — Profesoara de latină
- Gabi Gheorghe — Vecin
- Romeo Romulus — Barman
- Claudiu Trandafir — Securist 2
- Geo Dobre — Securistul 1
- Mircea Rotaru — Elev 1
- Diana-Maria Vieriu — Eleva 2
- Raluca Aprodu — Femeia fatală
- Valentin Popescu — Octavian Augustin (directorul)
- Diana Orezeanu — Eleva
- Gabiria Morgenstern — Elevă la liceu
- Gabriela Marin — Bianca
- Alina Craiu — Fata la discoteca
- Constantin Florescu — Ovidiu
- Mălina Tomoioagă — Iulia
- Mihai Adrian — DJ la discotecă
- Paul Octavian Diaconescu
- Adrian Anghel — Sadjit Porcu
- Dorian Boguță — Corcodel
- Elias Ferkin — Geavit Porcu
- Latip Cair Abdul — Elev
- Nicolas Răzvan Teodorescu — Elev 2
- Răzvan Dragu — Pitic
- Mihai Marinescu — Rijad Porcu